# Prihova, Oplotnica
Prihova je gručasta vas v podpohorskem delu  Dravinjskih goric v Občini Oplotnica.
Vas se nahaja na vrhu slemena med Čadramskih potokom na zahodu in potokom Ložnico na vzhodu. Pristop na Prihovo je možen z magistralne ceste Slovenska Bistrica-Slovenske Konjice, po odcepu pri Zgornjem Grušovju ali z lokalne ceste Slovenska Bistrica-Oplotnica, po odcepu na Straži. Pobočja slemena so večinoma obdelana z vinogradi. Prihova leži na nadmorski višini 402,60 m in ima 68 prebivalcev.

## Cerkev Marijinega varstva
Nekdanja romarska, danes župnijska cerkev Marijinega varstva na Prihovi, ki stoji sredi vasi, se prvič omenja leta 1464. Glavni cerkveni oltar je med najlepšimi t. i. zlatimi oltarji v Sloveniji. Cerkev je obdana z nekdanjim pokopališkim zidovjem.